# Hundertwasserhaus
Hundertwasserhaus (z niem. Dom Hundertwassera) – kompleks mieszkalny na rogu Kegelgasse i Löwengasse w Wiedniu, jedno z dzieł architektonicznych Friedensreicha Hundertwassera, wybudowany w latach 1983–1985 przez Josefa Krawinę.
Koncepcją twórcy jest nawiązanie dialogu z przyrodą jako równoważnym partnerem człowieka – na tarasach, balkonach i w innych niespodziewanych miejscach rośnie wiele roślin. Ponadto zastosowano szereg rozwiązań, które mają na celu ucieczkę od linii prostych i regularności.
Hundertwasserhaus jest turystyczną atrakcją Wiednia, jednak do zwiedzania nie są dostępne jego wnętrza, ponieważ budowla jest zamieszkana. Oddany do użytku 1 marca 1986 budynek mieści 50 mieszkań (o powierzchni od 30 do 150 m²), cztery restauracje, jedną praktykę lekarską oraz 16 prywatnych i 3 publiczne tarasy. Znajduje się w nim także ok. 250 drzew i krzewów. Całkowita powierzchnia użytkowa wybudowanego kosztem ok. 6 milionów euro budynku wynosi 3550 m².
Hundertwasser nie przyjął zapłaty za zaprojektowanie tego domu. Wystarczyło mu, że dzięki temu w tym miejscu nie zostało wybudowane nic, co uznałby za brzydkie.

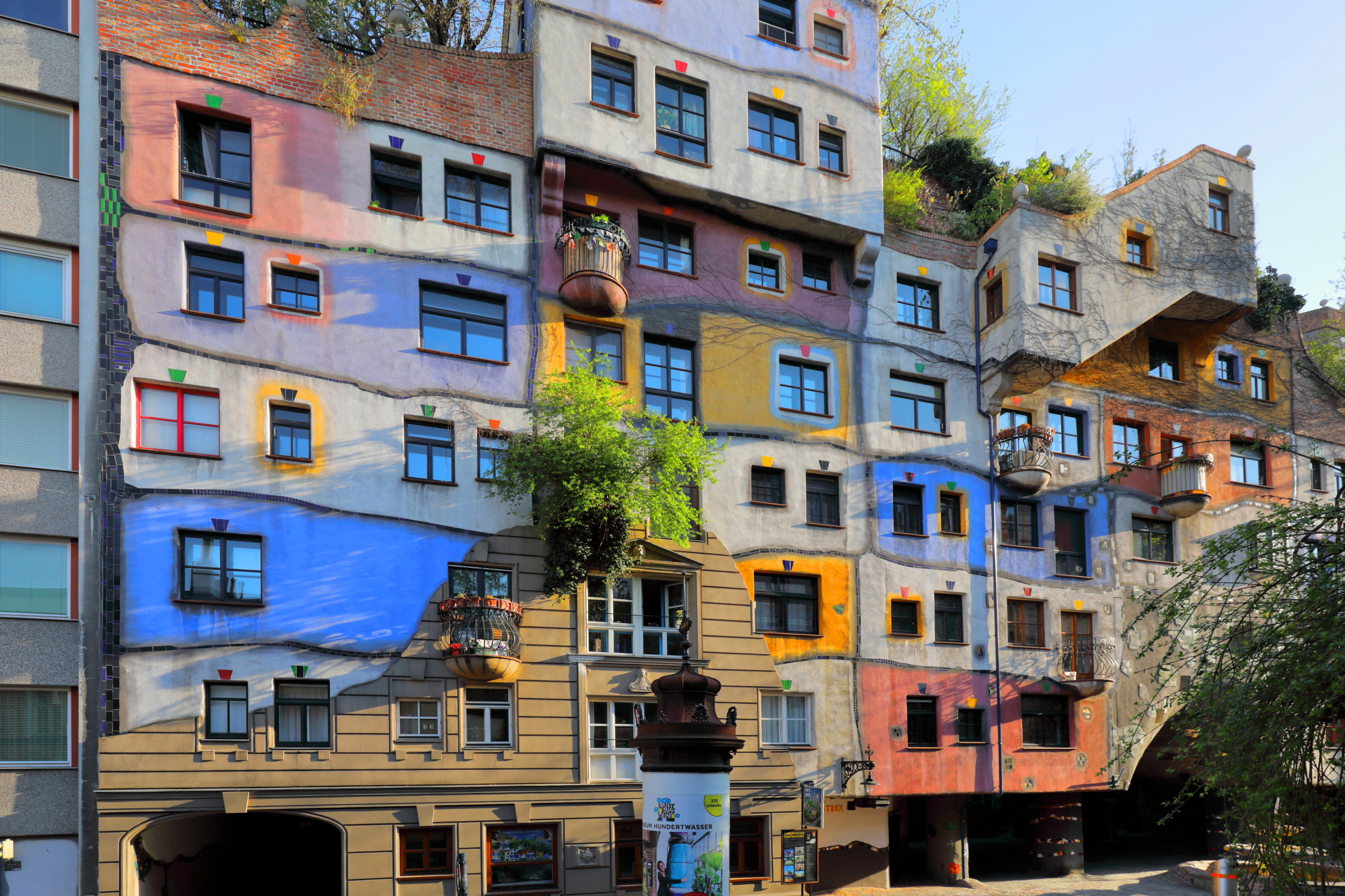
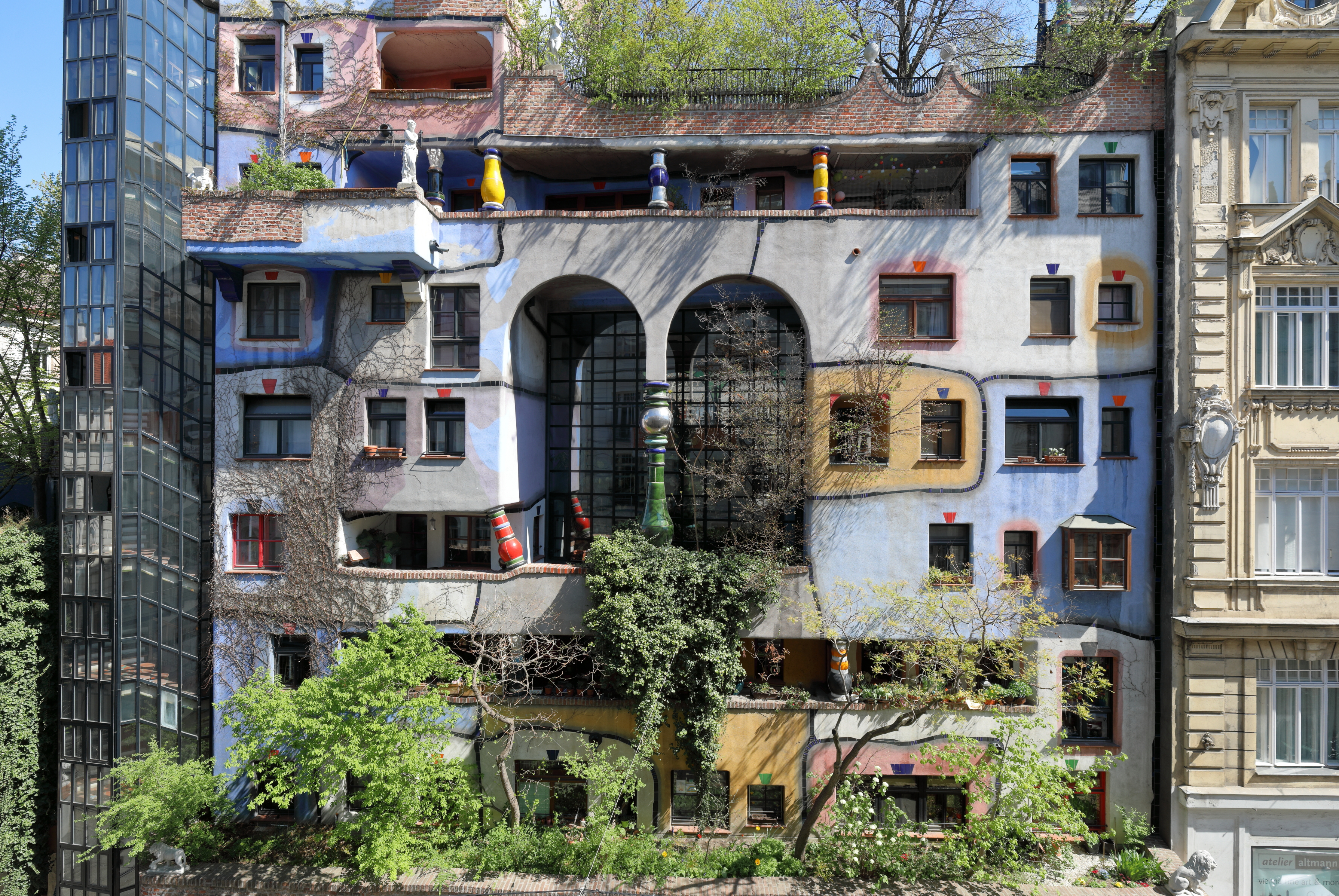
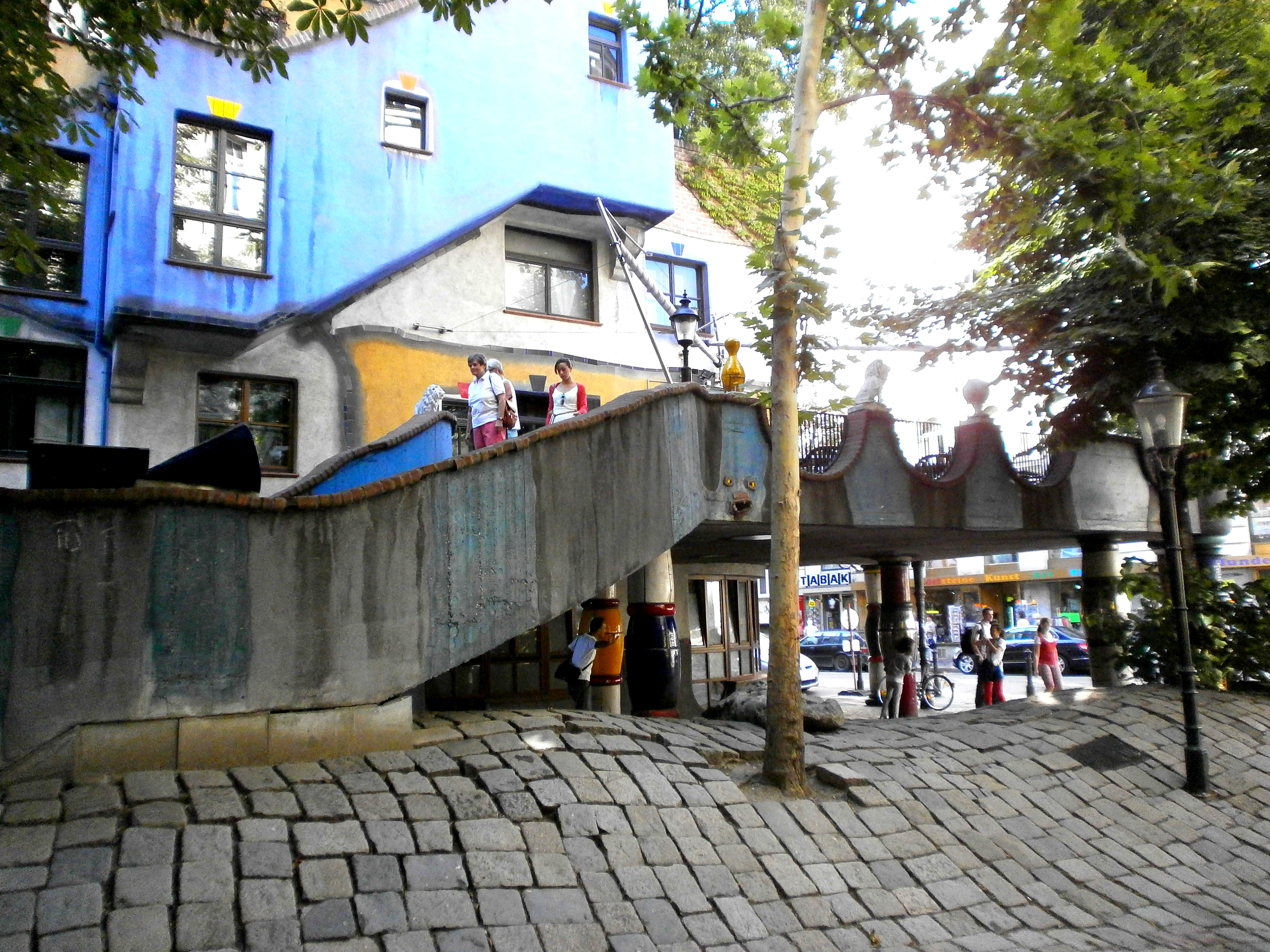
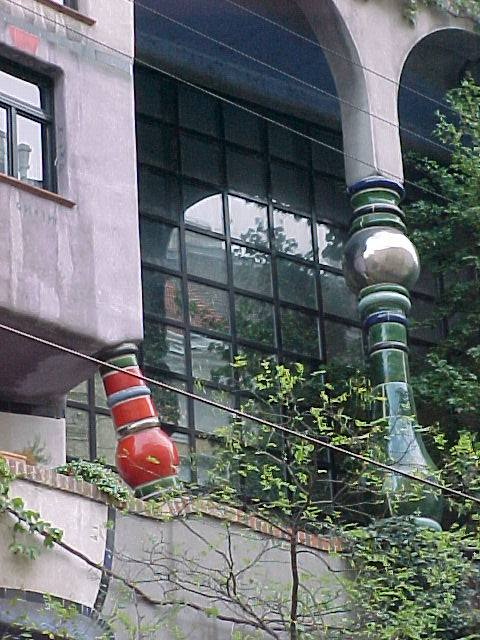
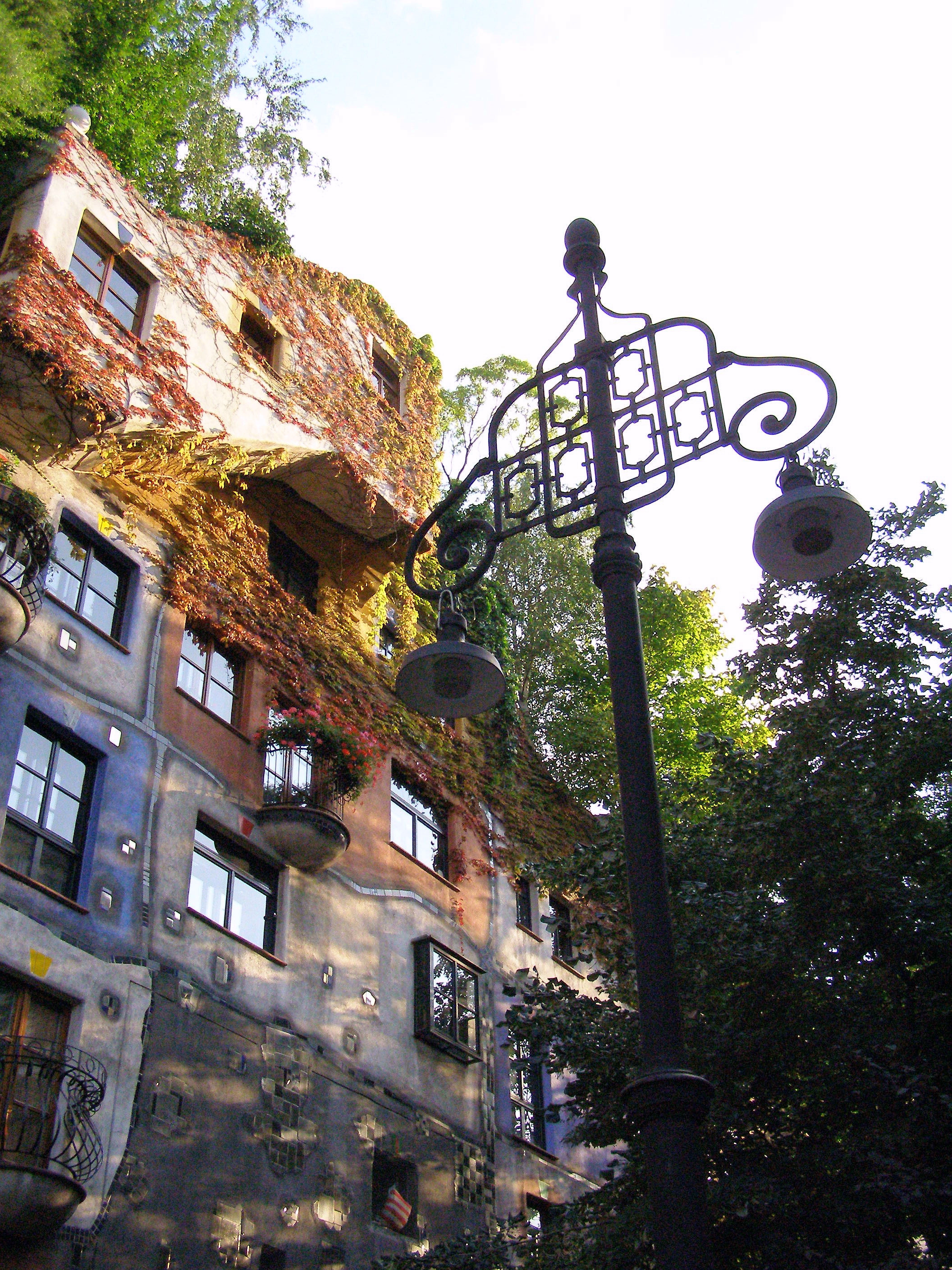
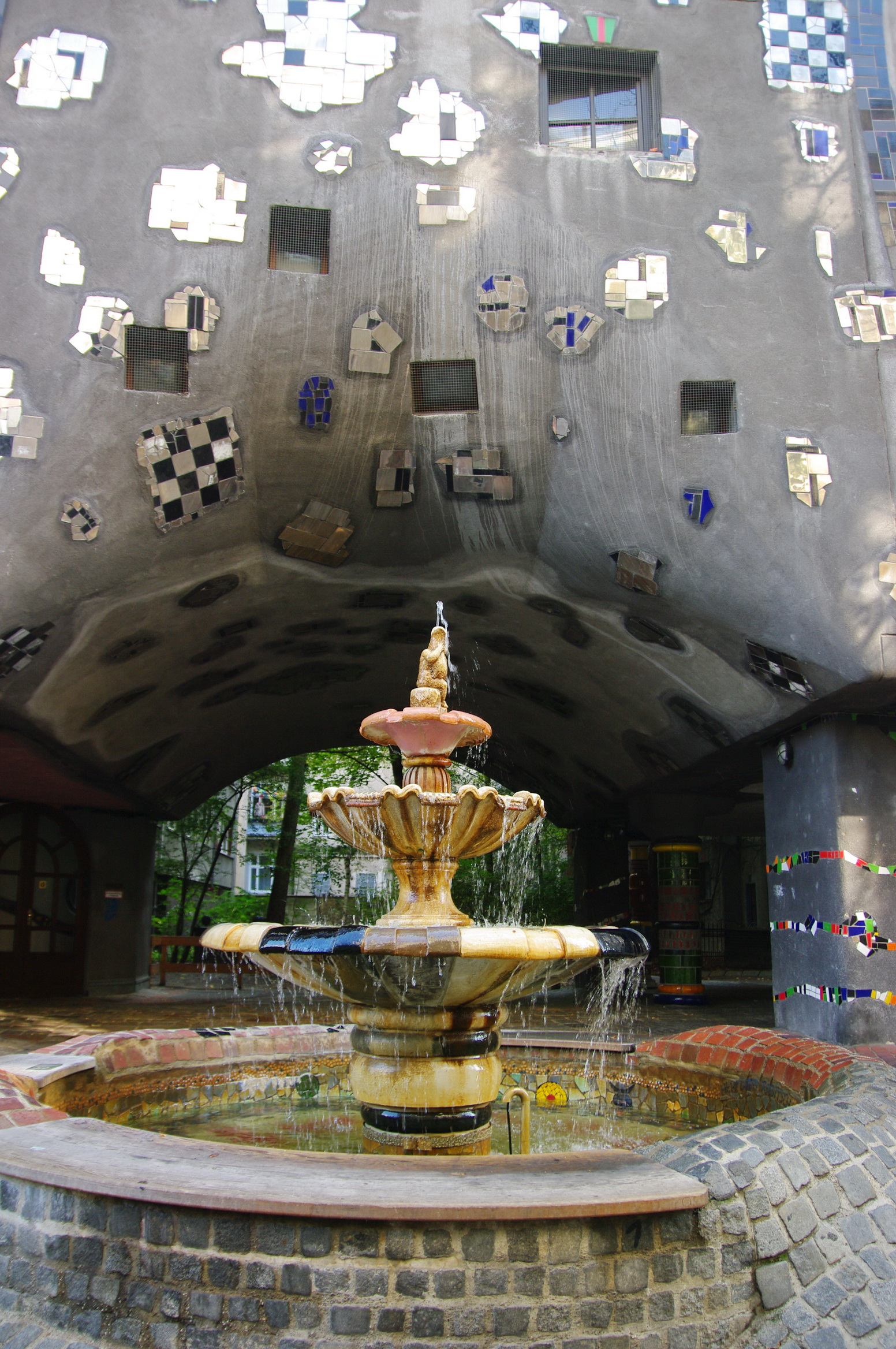

## Inne domy Hundertwassera
Podobne domy powstały także w innych miejscach. W 1992 wybudowano Hundertwasser House w Plochingen, a w 1998/1999 kolejny w Darmstadt (nazwany Waldspirale). W 2004 rozpoczęła się budowa podobnego domu w Magdeburgu (Grüne Zitadelle).